# Сорокуш-малюк бразильський
Сороку́ш-малюк бразильський (Sakesphoroides cristatus) — вид горобцеподібних птахів родини сорокушових (Thamnophilidae). Ендемік Бразилії.

## Таксономія
Раніше цей вид відносили до роду Сорокуш-малюк (Sakesphorus), однак за результатами молекулярно-генетичного дослідження, результати якого були опубліковані у 2021 році, він був переведений до монотипового роду Бразильський сорокуш-малюк (Sakesphoroides). У 2024 році у роді описано ще один вид Sakesphoroides niedeguidonae.

## Опис
Довжина птаха становить 14 см виду притаманний статевий диморфізм. У самців обличчя, тім'я, горло і верхня частина грудей чорні, на тімені великий чорний чуб. Решта голови і боки світло-сірі, решта нижньої частини тіла білувата. Верхня частина тіла рудувато-коричнева, крила чорні, на крилах білі плямки. Хвіст чорний з білими смужками. У самиць лоб і тім'я іржаво-руді, решта голови і нижня частина тіла рудуваті, крила темні з двома білуватими смужками, нижня частина тіла світло-охриста.

## Поширення і екологія
Бразильські сорокуші-малюки мешкають на сході Бразилії, в Сеарі, на південному сході Піауї, на заході Пернамбуку, в Баїї (за винятком узбережжя) та на півночі Мінас-Жерайсу (на південь до річки Сан-Франсиску). Вони живуть в підліску сухих тропічних лісів каатинги, в саванах і сухих чагарникових заростях. Зустрічаються поодинці або парами, переважно на висоті від 500 до 1200 м над рівнем моря. Іноді приєднуються до змішаних зграй птахів. Живляться комахами, іншими безхребетними і дрібними хребетними, а також плодами.